# Profities
Profities är ett musikalbum av Despina Vandi som kom ut år 1999. Albumet är det album som har sålts i flest exemplar av den grekiska artisten.

## Låtlista
1. Akros Tolmiro
2. Profities
3. To Koritsaki Sou
4. Klinome
5. Fisa Ageri
6. Giatriko
7. Paratame
8. Apapa
9. Sta Dosa Ola
10. Rotao Pia
11. Eteronima
12. Xoris Esena
13. Xenodohio
14. Diakoptaki
15. Spania
16. Oute Ena Efharisto